# Поклон
Поклон или дар је предмет даривања без посебног разлога, очекивања или накнаде у свечаним приликама као што су празници, славе, рођендани, венчања или нека друга славља. Ставка није дар ако је та ствар већ у власништву онога коме је дата. У многим drzavама, чин међусобне размјене новца, робе, итд. Може одржати друштвене односе и допринијети социјалној кохезији. Продужетак појма дар може се односити на било који предмет или чин служења који чини другог срећнијим или мање тужним, посебно као услугу, укључујући опрост и љубазност. 

## Паковање поклона
У многим културама поклони се традиционално пакују на неки начин. На пример, у западним културама, поклони се често умотавају у папир за умотавање и прате поклон који може да забележи повод, име примаоца и име даватеља. У кинеској култури, црвено омотавање означава срећу. Иако су јефтини поклони уобичајени међу колегама, сарадницима и познаницима, скупи или љубавни дарови сматрају се прикладнијим међу блиским пријатељима, романтичним интересима или рођацима.

## Промотивни поклони
Промотивни поклони се разликују од уобичајених поклона. Приматељи поклона могу бити запослени у компанији или клијенти. Промотивни поклони се углавном користе у рекламне сврхе. Користе се за промовисање бренда и повећање свести међу људима. У промотивним процедурама за поклоне, квалитет и презентација поклона имају већу вредност од самих дарова јер ће функционисати као капија за стицање нових клијената или сарадника.

## Поклон као појачање и манипулација
Давање дарова некоме није увек само алтруистички чин. Може се дати у нади да ће прималац узвратити на одређен начин. Може попримити облик позитивног појачања као награду за усклађеност, можда и за манипулативну и насилну сврху.

## Врсте поклона
Поклон може бити неки предмет, новац, комад одеће и обуће или неки мањи знак пажње, као што је слаткиш. Поклањање може бити израз љубави, пријатељства, захвалности, солидарности или пружања узајамне помоћи.

## Прилике даривања
- верски празници (Божић, Ускрс, славе)
- државни празници
- Први мај
- крштење
- венчање
- приликом рођења детета
- приликом годишњица брака
- приликом честитања за постизање одређеног успеха (полагање матуре, примање дипломе, запослење…)